# Kerad kamel
Kerad kamel war ein Flächenmaß in Ägypten.
- 1 Kerad kamel = 1,75 Ar (etwa 209,3 square yards)